# Laminariaceae
Laminariaceae es una familia de algas pardas que incluye a especies muy desarrolladas, las de mayor tamaño y que se les llama comúnmente quelpos. Viven en todos los mares del mundo, especialmente en aguas con temperaturas menores a los 20 °C y suelen formar lechos de algas y grandes bosques de algas (bosques de kelp), los cuales son uno de los ecosistemas más productivos y dinámicos en la Tierra.
Destacan por su alta tasa de crecimiento, los géneros Macrocystis y Nereocystis crecen tan rápido como medio metro al día, hasta alcanzar 30 a 80 m.

## Morfología
Poseen rizoides para fijarse al sustrato marino, el talo o estipe es largo y las láminas son grandes, aplanadas y contienen neumatocistos (vescículas de gas) para favorecer su flotabilidad.

## Ciclo
Se reproducen sexualmente por alternancia de generaciones, con un gran esporófito diploide y un pequeño gametófito haploide.

## Usos
Tienen una amplia gama de usos y gran importancia económica: como alimento de gran variedad culinaria, producción de minerales, jabón, vidrio, fertilizante, alginato, agar y son un potencial biocombustible.

## Ecología
La presencia de bosques y lechos de algas generan ecosistemas propios que son el hogar de muchas especies marinas. Tanto el gran tamaño de las algas y el gran número de individuos alteran de manera significativa la disponibilidad de la luz, el flujo de las corrientes oceánicas, y la química de las aguas del océano en la zona donde crecen. 
Influyen en la navegación, negativamente si las algas generan peligro al enredarse con los propulsores y positivamente como refugio contra las tempestades al estabilizar el golpeteo de las olas.

## Galería

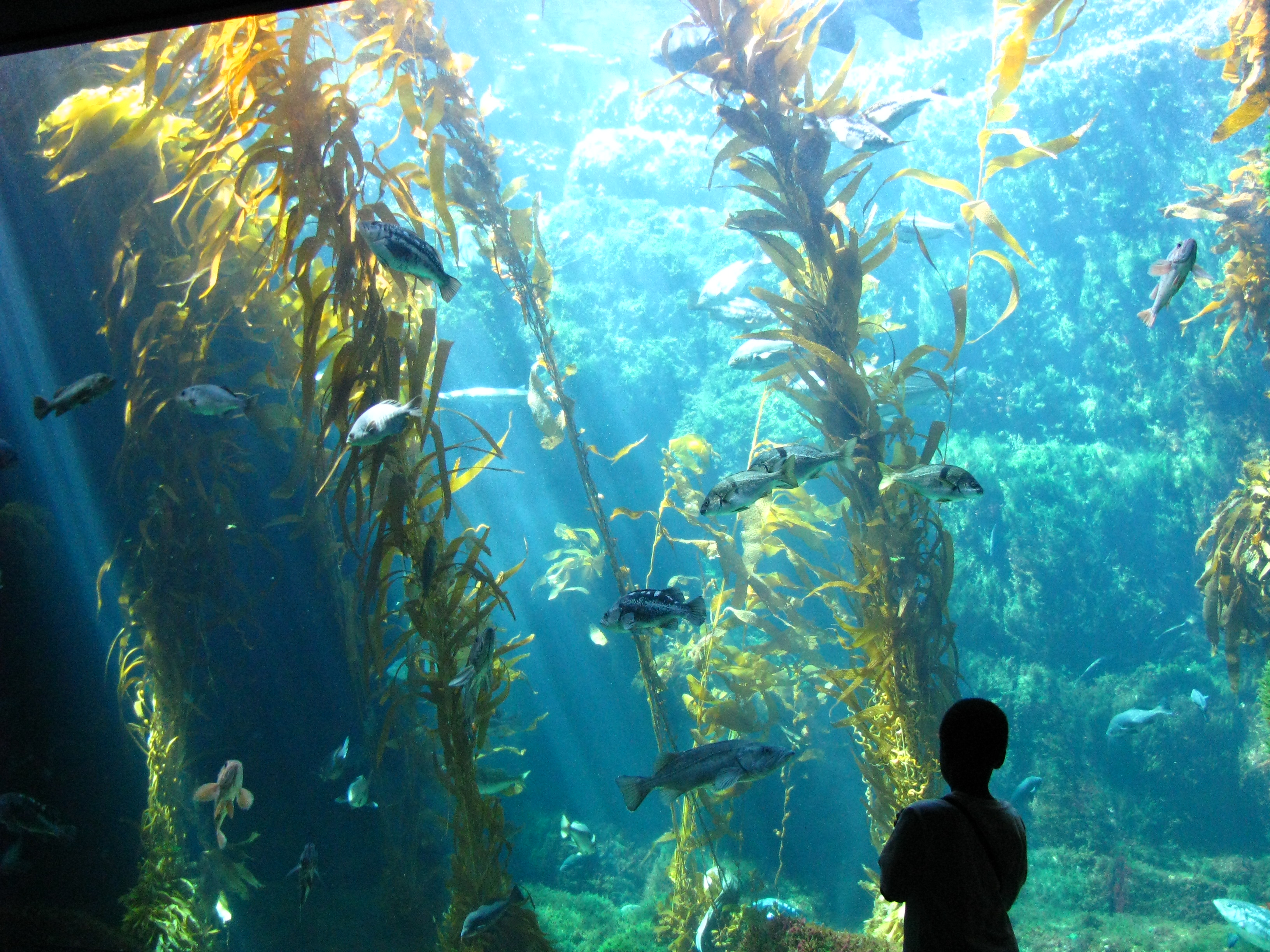
Macrocystis pyrifera
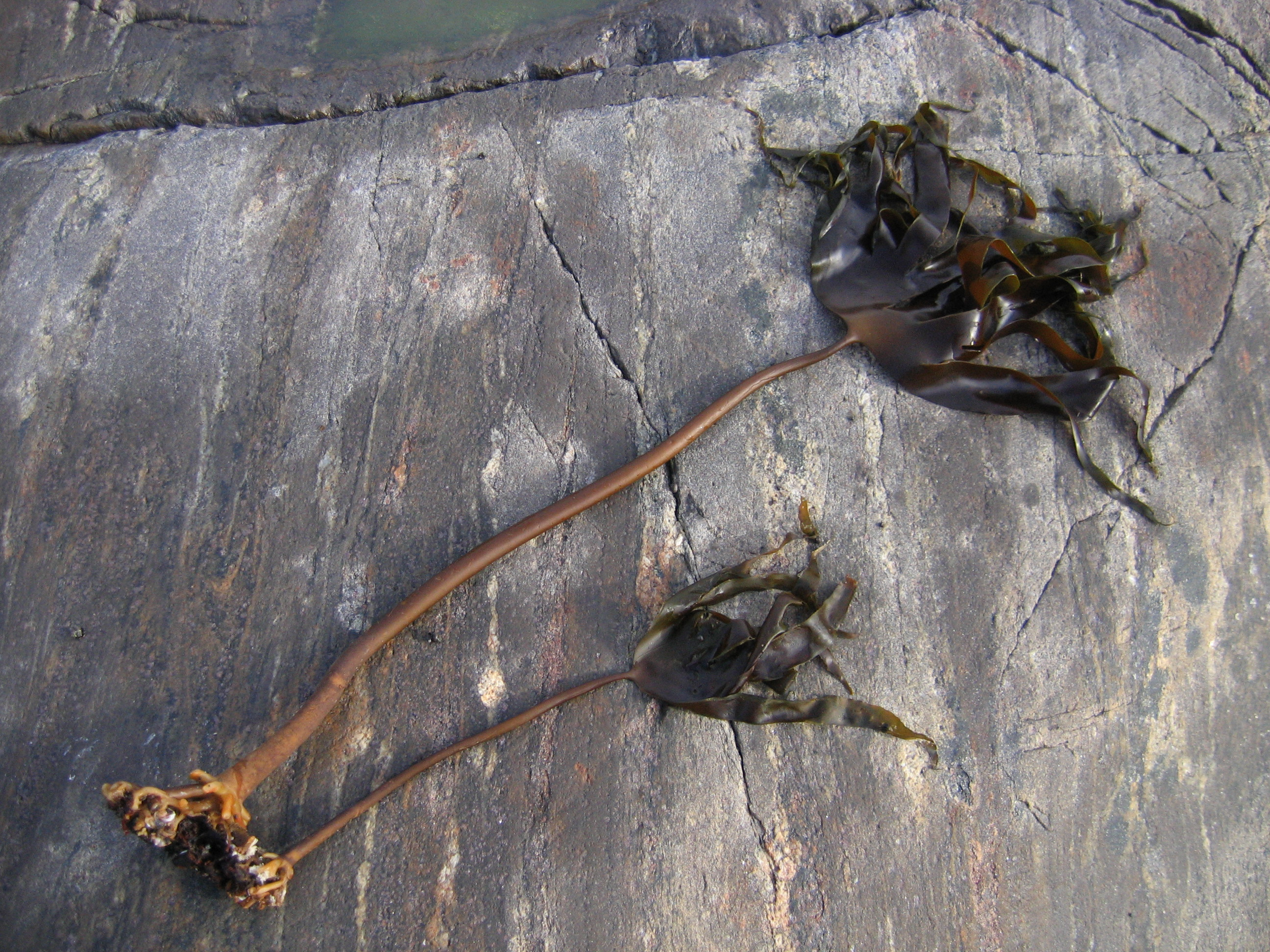
Laminaria hyperborea
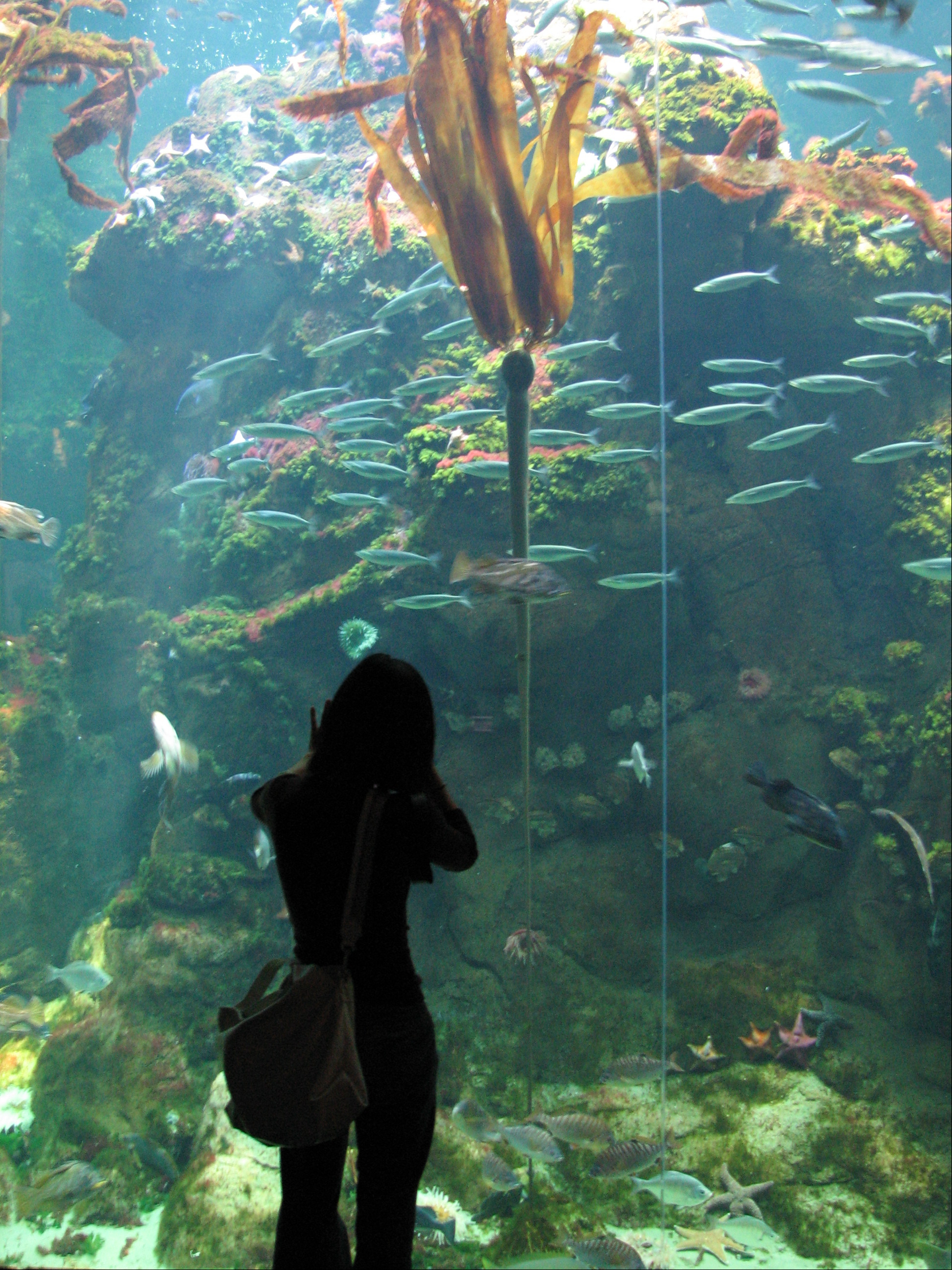
Nereocystis luetkeana
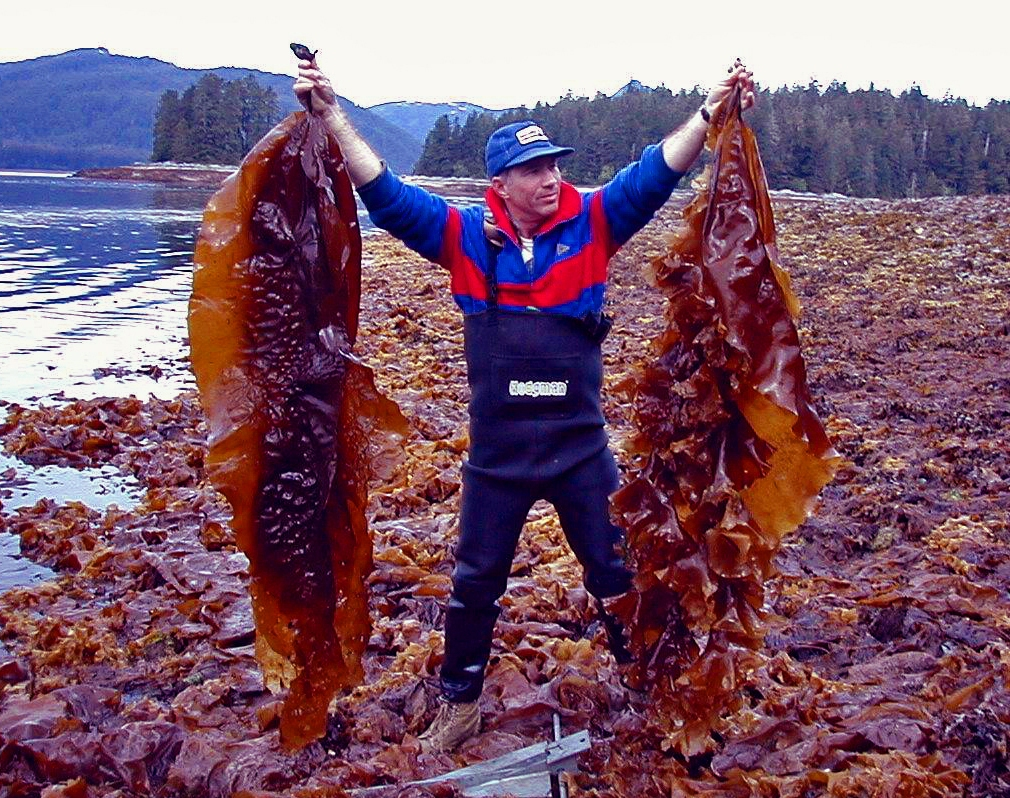
Saccharina latissima
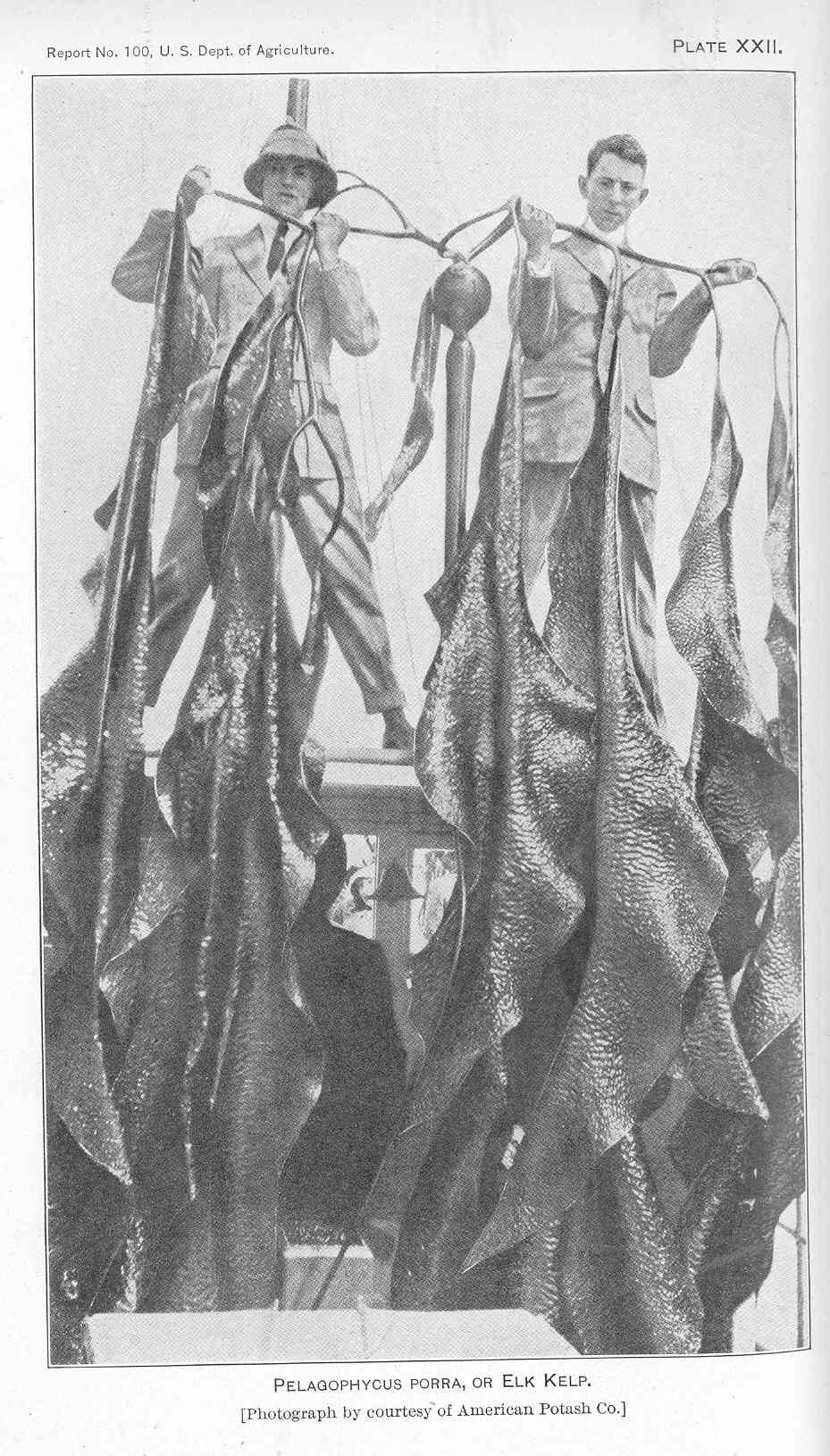
Pelagophycus Porra
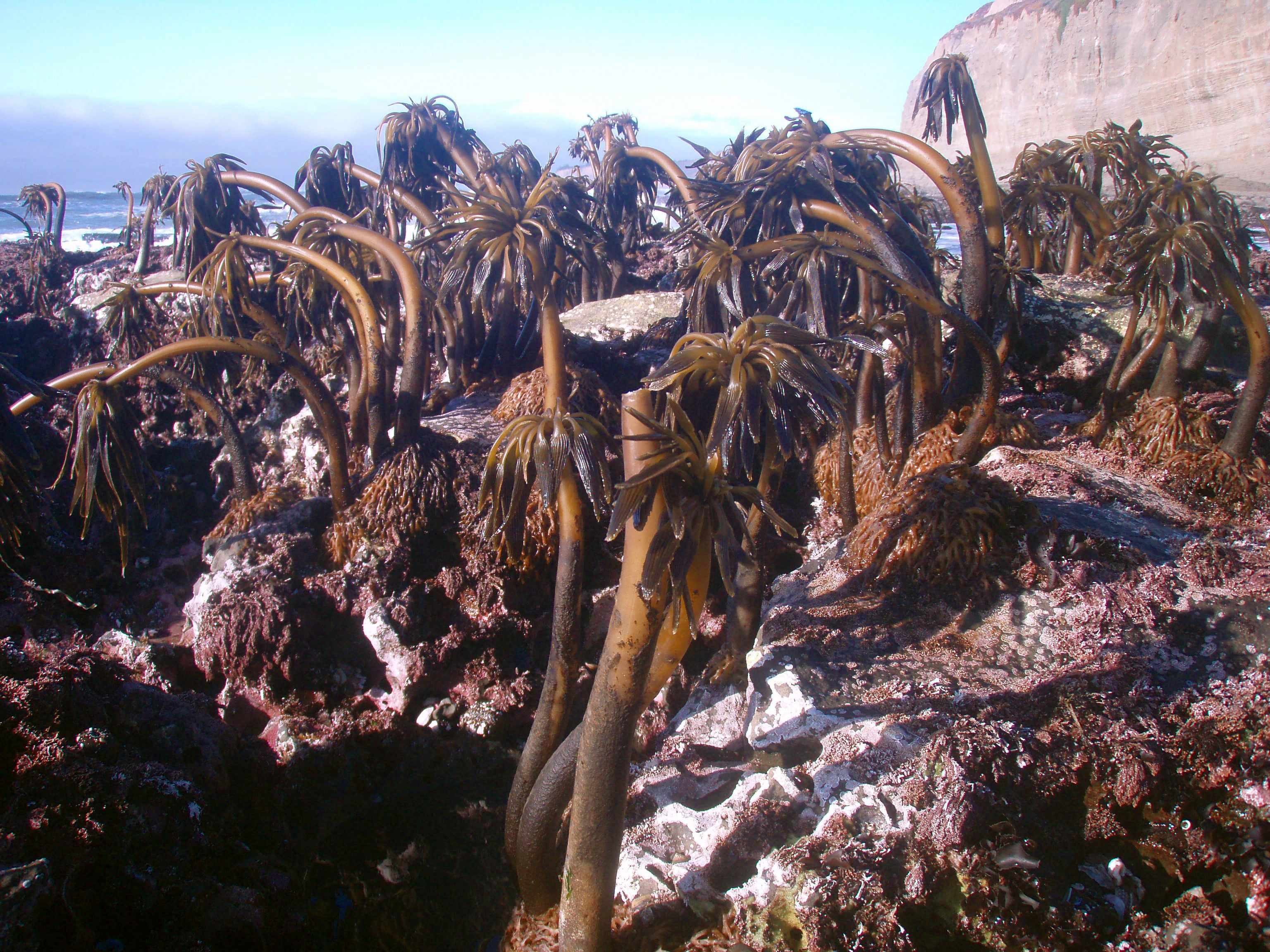
Postelsia palmaeformis